# Françoise Gignoux
Vous lisez un « bon article » labellisé en 2023.
Pour les articles homonymes, voir Matussière et Gignoux.
 Françoise Gignoux, née Matussière le 22 février 1923 à Grenoble et morte le 24 octobre 1996 à Paris 15e, est une skieuse alpine et une pilote automobile française.
Françoise Matussière est à la fin des années 1930 un talent précoce en ski alpin et prend part aux mondiaux de 1939 à seulement quinze ans pour une quatrième place dans l'épreuve de la descente. Elle représente l'avenir du ski français et est la première Française à ce niveau issue de sa proximité avec la montagne alors que le ski féminin est alors plutôt réservé aux citadines parisiennes, mais la Seconde Guerre mondiale interrompt les compétitions internationales. Après la guerre, devenue Françoise Gignoux à la suite de son mariage en 1941, elle devient l'une des meneuses de l'équipe de France féminine et prend part aux Jeux olympiques d'hiver de 1948 de Saint-Moritz en y étant l'une des meilleures représentantes françaises avec une 5e place au combiné.
Prenant sa retraite sportive en ski alpin au lendemain de ces Jeux olympiques, elle poursuit une carrière sportive au volant d'automobiles avec son mari Marc Gignoux et remporte la seconde édition du Tour de France automobile en 1952.

## Repères biographiques
Françoise Matussière est née le 22 février 1923 à Grenoble. Elle est la fille de Pierre Matussière et de Paule Favre-Gilly,[source insuffisante], et est descendante d'Amable Matussière (1829-1901), papetier doménois,[source insuffisante]. Elle épouse en 1941 Marc Gignoux (industriel et pilote automobile, frère de Paul Gignoux, président de la Fédération française de ski de 1945 à 1948) avec qui elle a deux filles. Son frère, Louis Matussière, prend part à des Championnats de France de ski dans les années 1940.

## Biographie

### Carrière en ski alpin

#### Des débuts précoces en ski alpin

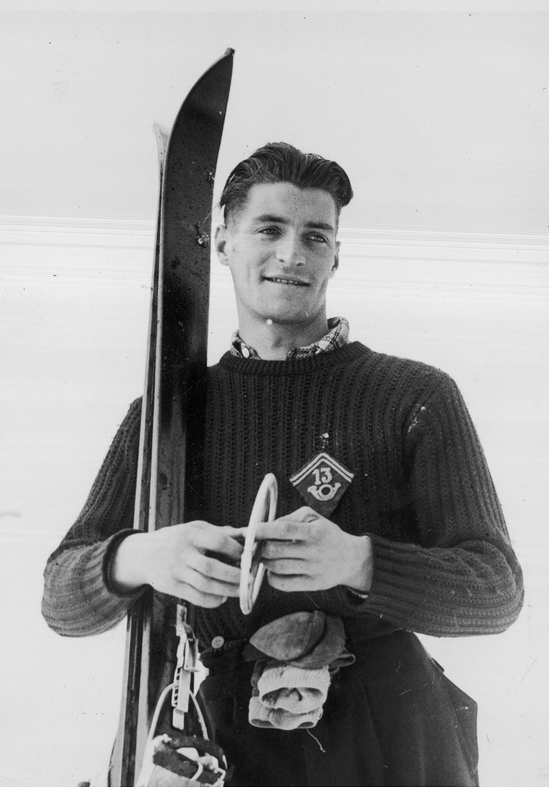
Maurice Lafforgue enseigne la méthode française à Matussière.

Citadine, originaire de Grenoble, Françoise Matussière est rapidement vue comme la plus précoce des skieuses françaises à la fin des années 1930, et pratique le ski alpin près du chalet de Bonnenuit au-dessus de Modane où elle passe ses hivers durant sa jeunesse. Adhérente au Ski Club de Paris en octobre 1937, elle prend part lors de la saison hivernale 1937-1938 à ses premières compétitions, alors âgée de seulement quatorze ans. Elle participe aux Grand Prix de Pâques, descente disputée à Chamonix à l'appel du Ski Club de Paris en avril 1938 où elle prend la cinquième place sur une cinquantaine de participantes derrière notamment Nicole Villan et Christiane de la Fressange, et se trouve au sein de l'équipe de France féminine unique « montagnarde » entourée de Parisiennes. Ce qualificatif de « montagnarde » est décrit par le Docteur Deschamps, délégué de la fédération dauphinoise de la Fédération française de ski (FFS), non conforme à une montagnarde pure car Françoise Matussière est issue d'une famille d'industriels et d'avocats grenoblois. En effet, son enseignement au ski qu'elle reçoit est le fait de son père Pierre Matussière, lui-même bon skieur, dès son plus jeune âge vers 4–5 ans. Le Docteur Deschamps préfère ainsi utiliser le terme de « montagnarde évoluée », car F. Matussière est la première skieuse française intégrant l'équipe de France ayant une proximité à la montagne. Cela ouvre la voie à axer la formation des jeunes skieuses de la montagne alors qu'à ce jour c'étaient plutôt des filles issues de Paris telles Zizi du Manoir qui représentaient la France.
Appliquée et sérieuse, elle intègre l'équipe de France et reçoit l'enseignement de la méthode française dispensé par Maurice Lafforgue. Elle performe aussitôt et remet en question les choix des sélectionnées en équipe de France. Les Championnats du monde sont prévus en février 1939 dans la station polonaise de Zakopane et seules quatre filles peuvent être sélectionnées, la plus jeune des prétendantes étant Matussière. Diverses courses sont au programme pour déterminer la sélection, mais rapidement quatre filles se détachent par leurs résultats dont Françoise Matussière aux côtés de Cécile Agnel, de la Fressange et Villan. Début janvier 1939, elle croise à l'occasion du 6e Grand Prix du Ski Club de Paris à Megève la grande championne Christl Cranz. Son talent, qui ne parvient toutefois à être confirmé par des performances, est loué par l'encadrement de l'équipe de France qui voit en elle l'avenir du ski féminin français. C'est ainsi que tout logiquement Françoise Matussière est confirmée dans les quatre participantes françaises aux Mondiaux de Zakopane avec un mois de préparation dans cette optique, alors qu'elle n'ait pas encore ses seize ans. Elle prend la direction de Zakopane par le train le 23 janvier 1939 dans la délégation française comprenant les médaillés mondiaux de 1938 Émile Allais et James Couttet, dans un wagon propre à l'équipe de France, pour un aller direct à Zakopane à la suite d'une entente avec les services de douanes polonais et allemand.

#### 1939: première participation aux Championnats du monde
Les Championnats du monde comprennent trois épreuves : descente, slalom et combiné, ce dernier étant une combinaison des performances entre les deux premières épreuves. Étant donné qu'il s'agit du premier évènement lié à la fédération internationale de ski (FIS) auquel prend part Matussière à seulement 15 ans, elle hérite d'un dossard de troisième série, à savoir le no 23. La descente, courue le 12 février 1939, est dominée par les Allemandes, Christl Cranz (24 ans) remportant le titre mondial devant Lisa Resch (30 ans) et Helga Gödl (23 ans). Auréolée de son insouciance, Matussière termine au pied du podium à la quatrième place et est la meilleure Française à moins de deux secondes de Gödl. Lors du slalom, couru le 15 février 1939, Matussière ne performe pas et est très vite reléguée au classement après une première manche marquée par trois chutes puis une disqualification en seconde manche pour avoir manqué une porte, ce qui ne lui permet pas d'être classée au combiné également. Sa performance en descente est grandement saluée par la presse qui compare son talent précoce au ski à celui de Suzanne Lenglen au tennis vingt ans auparavant.

#### 1939-1941: à la tête de l'équipe de France avant son retrait en 1941
Après cet évènement phare de la saison hivernale, Matussière se rend avec une partie de l'équipe de France en Roumanie dans le cadre d'une compétition entre Roumains, Allemands, Tchécoslovaque et Yougoslaves qu'elle remporte et rentre en France pour disputer les Championnats de France. Ces derniers sont disputés dans la station de Luchon (après les éditions 1923, 1929 et 1934) début mars. Vaincue par la fatigue, Matussière termine 10e de la descente, 8e du slalom et donc 9e du combiné. Elle se rend ensuite à l'Arlberg-Kandahar disputé à Mürren, où elle y prend la 6e place de la descente et la 4e place du slalom pour une 5e place finale au combiné. Elle participe en juin 1939 à un évènement unique mêlant descente de ski sur la piste d'Auron et une course de natation le long de la promenade des Anglais à Nice, qu'elle remporte. En décembre 1940, malgré la Seconde Guerre mondiale, le ski continue de s'organiser. Matussière est restée en équipe de France, dont l'équipe féminine est désormais entraînée par Louis Agnel et l'entraîneur en chef est Allais, et est désormais l'une des figures de proue de l'équipe malgré son jeune âge (17 ans). L'équipe de France comprend alors Georgette Thiollière et Cécile Agnel. Elle remporte le Grand Prix de Megève fin janvier 1941 puis le titre de Championne de France en mars 1941. Le 25 avril 1941, elle se marie dans la plus stricte intimité à Grenoble avec Marc Gignoux, meilleur skieur du pays lyonnais et frère de Paul Gignoux qui commande l'équipe de France de ski. Elle annonce son retrait sportif en novembre 1941.

#### 1943-1946: reprise de la compétition

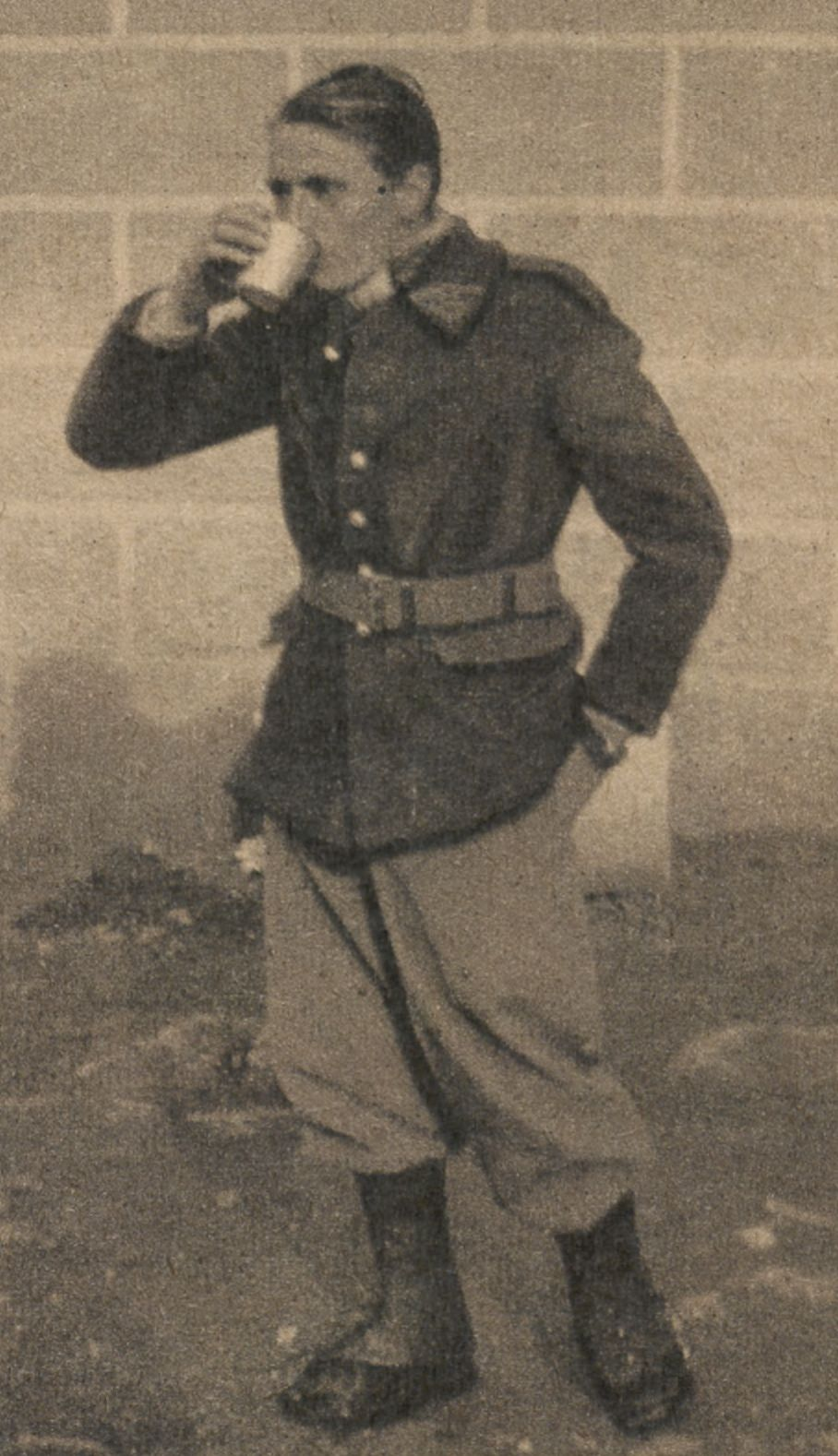
Émile Allais renouvelle sa confiance à Françoise Matussière Gignoux.

Après deux années d'absence, Françoise Gignoux désormais, reprend la compétition sportive en ski alpin à l’occasion lors d'une course à Megève et est rapidement réintégrée à l'équipe de France dont la sélection est opérée par Émile Allais. À cette période, les épreuves internationales de ski sont suspendues en raison de la guerre, ainsi seules les épreuves nationales ont lieu à l'exemple de la France où seuls les Français sont conviés aux évènements qui se déroulent en France. Lors de cette course, elle termine deuxième derrière Georgette Thiollière et devance Lucienne Couttet. L'équipe de France féminine est toujours dirigée alors par Maurice Lafforgue. En février 1943, elle se blesse sérieusement avec une fracture de la cheville lors d'une descente à l’entraînement à Serre-Chevalier qui met fin à sa saison.

#### 1946: reprise des compétitions internationales
En décembre 1945 pour la saison 1945-1946, seules quatre Françaises composent l'équipe de France désormais entraînée par James Couttet avec Gignoux, Georgette et Suzanne Thiollière, et Lucienne Couttet. La saison 1946 voit Gignoux aligner de belles performances, quatrième du combiné de Megève (février 1946) puis deuxième du combiné de Zermatt (mars 1946). La question du leadership féminin se pose entre Gignoux et Georgette Thiollière. Désormais mère de deux enfants, Ginoux est revenue à la compétition seulement l'année précédente et Thiollière a prévu de passer la saison aux États-Unis à Sun Valley, ainsi Gignoux organise désormais l'entraînement et la direction de l'équipe de France féminine avec un objectif clairement posé : réussir les Jeux olympiques prévus en 1948 à Saint-Moritz. L'équipe de France est alors amputée de Georgette Thiollière et Lucienne Schmidt-Couttet (enceinte) mais compte sur les arrivées de Micheline Desmazières, Fernande Bayetto et la junior Jacqueline Martel. Gignoux remporte un succès de prestige le 12 janvier 1947 avec sa victoire au combiné disputé sur la mythique piste du Lauberhorn de Wengen, résultat d'une seconde place en descente derrière la Suissesse Lina Mittner et d'une victoire en slalom. Il s'agit de l'unique fois où les femmes ont eu la possibilité de descendre cette piste de Lauberhorn dans l'histoire du ski alpin. Elle collectionne ensuite des places d'honneur à Grindelwald puis à l'Arlberg-Kandahar de Mürren.

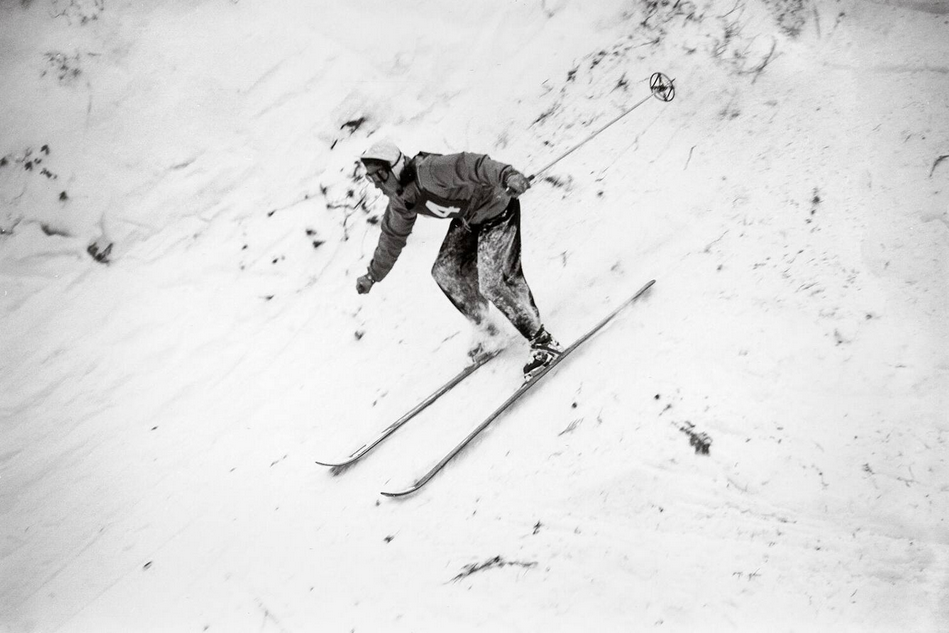
Françoise Gignoux sur la piste de Lauberhorn à Wengen en 1947.

Pour la saison 1947-1948, année olympique de retour après la guerre, la France a des ambitions et conserve la même ossature de sa sélection avec Gignoux accompagnée des sœurs Thiollière, Desmazières, Bayetto, Schmidt-Couttet et Martel. En décembre 1947, la fédération française de ski change également sa politique vis-à-vis des femmes en créant une commission propre à l'équipe féminine, suivant la volonté de la fédération internationale de séparer les épreuves masculines des féminines, cette commission au sein de la FFS est présidée par Françoise Gignoux. Fin décembre, la FFS confirme la participation de six skieuses aux premiers Jeux olympiques post-Seconde Guerre mondiale dont Gignoux est l'une des prétendantes naturelles aux médailles. Dans cette optique, elle prend part aux épreuves prestigieuses de Grindelwald pour parfaire sa préparation à l'évènement avec une 3e place en descente, une 4e place au slalom géant (épreuve qui vient d'être créée mais n'est pas olympique en 1948) et une 5e place au combiné, puis se rend à Saint-Moritz mi-janvier, lieu des Jeux olympiques.

#### 1948: Jeux olympiques de Saint-Moritz et retraite du ski alpin à 25 ans
Lors de la première épreuve olympique qui vaut aussi pour des Championnats du monde, la descente, disputée le 2 février 1948, Gignoux hérite d'un dossard élevé, le no 15. Elle cale à deux secondes du podium en prenant une 7e place d'une course remportée par la Suissesse Hedy Schlunegger. Le 4 février 1948, elle prend la 5e place du slalom du combiné remontant au classement du combiné pour une 5e place finale et meilleure Française. Louée pour sa régularité depuis ses débuts, Gignoux est saluée pour ses performances malgré l'absence du podium olympique. Enfin, pour la troisième et ultime épreuve olympique, le slalom spécial, Gignoux part avec le dossard no 9 et effectue deux slaloms réguliers mais sans étincelles ne lui permettant pas de jouer la victoire ni le podium et de terminer à une lointaine 12e place.
Après ces Jeux olympiques, elle prend part au critérium national de Megève sur l'une de ses initiatives en qualité de présidente de la commission du ski féminin de la FFS. Elle prend la seconde place en descente (derrière Odette d'Hespel) et en slalom (derrière Lucienne Schmidt-Couttet) pour une victoire au combiné. Fin février à Luchon, elle prend part aux Championnats de France et remporte le titre de la descente devant Bayetto ainsi que le combiné, et le bronze en slalom. Elle annonce avec ces deux titres, au lendemain de ses 25 ans, son retrait définitif du ski alpin en déclarant : « Je suis ravie. Tout a bien marché, la piste, un peu plus facile que celle de Saint-Moritz, me plaisait beaucoup. Je suis contente de me retirer sur cette victoire, car l'an prochain je ne courrai plus en compétition. Je dois maintenant me consacrer davantage à mes deux petites filles ». Elle termine la saison en prenant part une dernière fois à l'Arlberg-Kandahar disputé à Chamonix puis à des ultimes courses à Galdhøpiggen en Norvège,.

### Années 1950: Victoire au Tour de France automobile et écriture d'un livre sur la course automobile

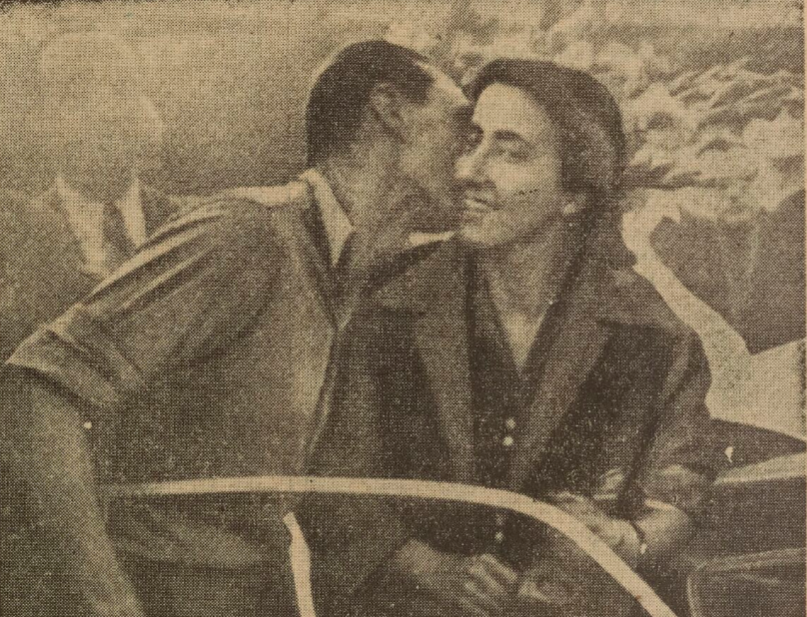
Marc et Françoise Gignoux fêtant leur victoire au Tour de France automobile 1952.

Dans les années suivantes, elle voit son mari, Marc Gignoux, prendre part à de prestigieuses victoire en courses automobiles tels que le rallye Rhône-Charbonnières en 1950 et la course d'endurance des Mille Miglia en 1952. Elle devient sa pilote seconde lors de sa seconde participation au Tour de France automobile en 1952 au volant d'une DB 750 mise au point par Roland Touzot. C'est la première fois que Marc est accompagné d'une femme sur une course automobile. 108 équipages sont au départ de cette épreuve qui compte trois étapes entre Nice, la Baule et Reims pour un total de 5 533 km. Marc et Françoise Gignoux remportent le titre devant la Ferrari 225 S de Pierre Pagnibon et la Renault 4CV 1063 de Jean Rédélé. Elle dresse un parallèle entre la pratique du ski alpin et de la course automobile en déclarant durant l'épreuve qu'« en voiture, comme sur les skis, il faut sentir le dérapage et savoir le maîtriser », son mari quant à lui lui rend hommage : « Françoise m'a aidé magnifiquement. C'est ainsi qu'elle a pris le volant dans la nuit, entre Cahors et Clermont-Ferrand, alors que je tombais de sommeil. C'était le moment difficile et grâce à ma femme, nous l'avons parfaitement passé ». En 1959, elle publie avec son mari Elle au volant aux Éditions Arthème Fayard, avec des dessins de Siné.
Elle meurt le 24 octobre 1996 à Paris (15e), cinq années après son mari Marc,. Elle est inhumée au cimetière d'Écully au côté de son mari Marc.

## Palmarès en ski alpin

### Jeux olympiques
| Épreuve / Édition    | Descente | Slalom | Combiné |
| -------------------- | -------- | ------ | ------- |
| JO 1948 Saint-Moritz | 7e       | 12e    | 5e      |

### Championnats du monde
Les épreuves olympiques entre 1948 et 1982 sont considérées aussi comme des championnats du monde (ainsi un champion olympique sera automatiquement champion du monde).
| Épreuve / Édition      | Descente | Slalom  | Combiné |
| Mondiaux 1939 Zakopane | 4e       | Abandon | Abandon |
| JO 1948 Saint-Moritz   | 7e       | 12e     | 5e      |

### Championnats de France Élite
| Édition / Epreuve               | Descente | Slalom | Combiné |
| ------------------------------- | -------- | ------ | ------- |
| Championnats 1946 Chamonix      | -        | Bronze | -       |
| Championnats 1948 Superbagnères | Or       | Bronze | Or      |

## Palmarès en courses automobiles

### Victoires
- Tour de France automobile (5 533 km): 1952 (2e édition), sur DB 750 (le Coupé Panhard-Gignoux, carrosserie tôlée - 3ex.), avec son époux Marc Gignoux, grâce au classement à l'indice (classement général)[48].

## Publications
- Elle au volant, coécrit avec Marc Gignoux, illustré par Siné, Fayard 1959.